# 4542 Mossotti
4542 Mossotti è un asteroide della fascia principale. Scoperto nel 1989, presenta un'orbita caratterizzata da un semiasse maggiore pari a 3,0094285 UA e da un'eccentricità di 0,0578235, inclinata di 11,30772° rispetto all'eclittica.
L'asteroide è dedicato all'astronomo italiano Ottaviano Fabrizio Mossotti.